# Шали (аббатство)
Аббатство Шали (фр. Abbaye de Chaalis) — цистерцианский монастырь во французской коммуне Фонтэн-Шали (департамент Уаза, регион О-де-Франс). Аббатство основано в 1136 году королём Людовиком VI, закрыто в 1791 году во время великой французской революции. В настоящее время в здании замка действует картинная галерея, филиал музея Жакмар-Андре в Париже. Расположено примерно в 40 км к северо-востоку от центра Парижа.

## История

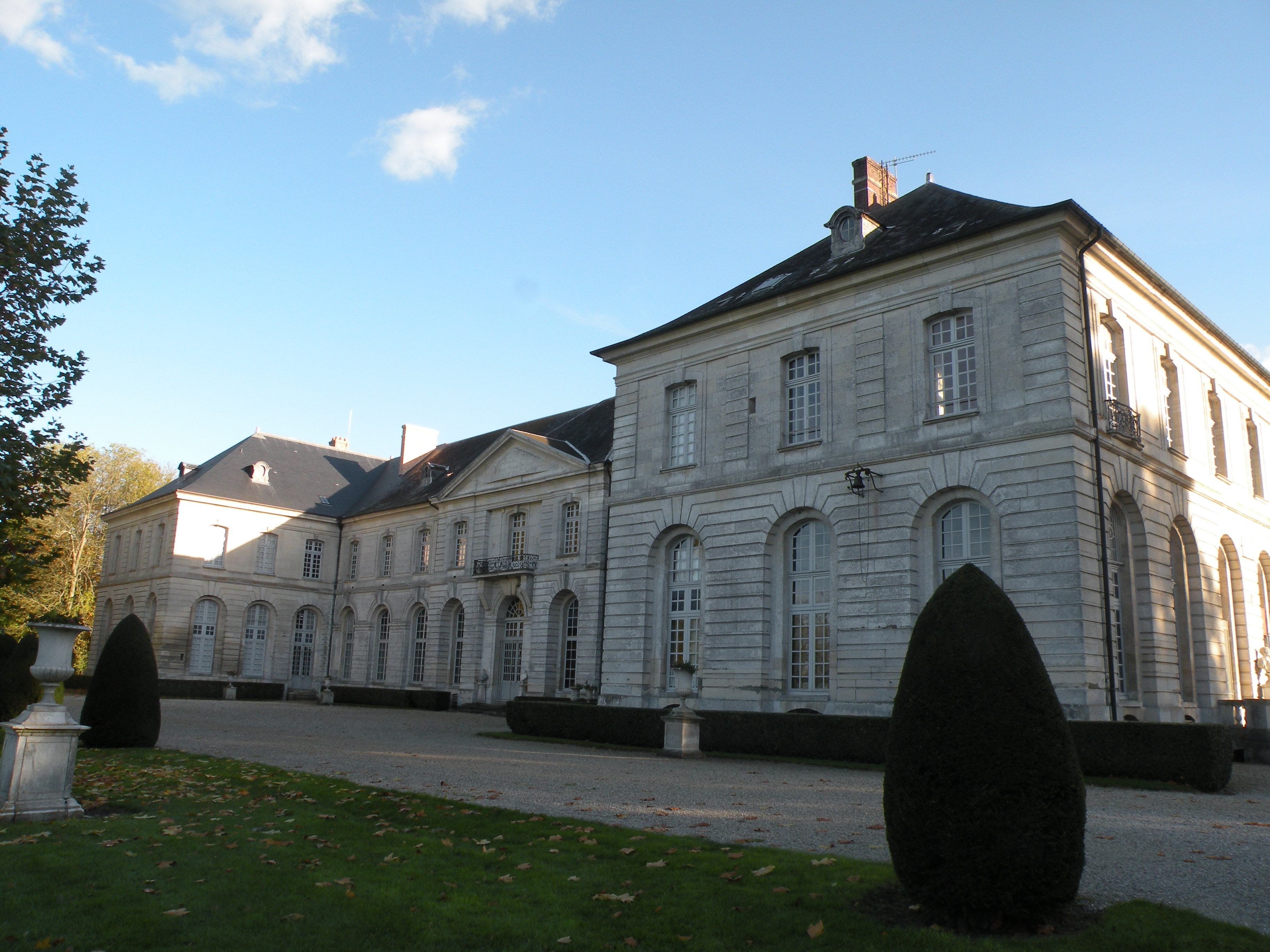
Здание замка (ныне музей)

Аббатство Шали основано в 1136 году королём Людовиком VI. Материнским монастырем для Шали стало цистерцианское аббатство Понтиньи. В начале XIII века были завершены постройки основных зданий монастыря, после чего аббатство приобрело большое влияние и стало важным духовным центром, несколько раз его посещали короли Франции, в том числе Людовик Святой. В 1219 году было завершено строительство монастырской церкви, которая имела размеры 82 на 40 метров и была одной из самых больших цистерцианских церквей Франции. В XIV веке приором аббатства был средневековый поэт Гийом де Дигюльвилль (fr:Guillaume de Digulleville).
В XV веке аббатство вступило в период упадка и в 1541 году попало под режим комменды, однако в отличие от многих других коммендаторных аббатств, Шали после этого испытал подъём. Владевшие аббатством кардиналы и вельможи много сделали для развития Шали и превращения его в центр культуры Ренессанса. Первым владельцем аббатства стал кардинал Ипполито II д’Эсте, Шали было даровано ему королём Франциском I. Ипполито д’Эсте был известным покровителем искусств, он заказал художнику Франческо Приматиччо роспись фресок в аббатской часовне монастыря, а архитектор Себастьяно Серлио построил в Шали клуатр и стену вокруг розария

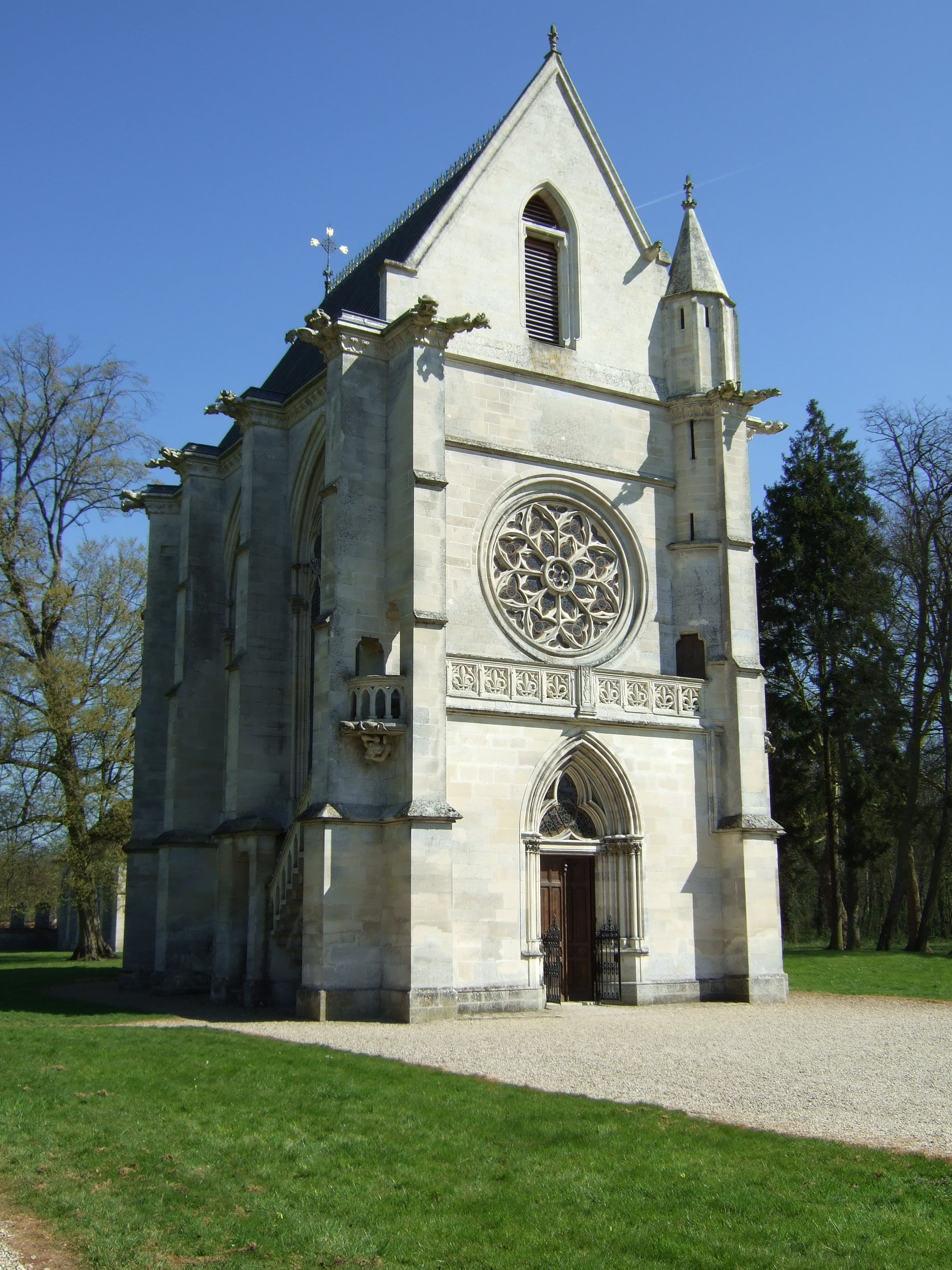
Аббатская капелла

Девятый по счёту коммендатор Шали Людовик, граф Клермон в 1737 году поручил архитектору Жану Оберу выполнить полную перестройку аббатства. Обветшавшие средневековые постройки были снесены, однако из-за отсутствия средств строительство новых зданий было завершено лишь частично. В 1752 году был построен замок, в котором ныне расположен музей, в 1770-х годах два входных павильона.
К началу Великой французской революции в аббатстве оставалось лишь три монаха. В 1793 году здания аббатства были проданы с молотка, в XIX веке несколько раз бывшее аббатство переходило от одной дворянской семьи к другой, использовалось оно при этом как загородное поместье.
В 1902 году имение было приобретено художницей и коллекционеркой Нели Жакмар-Андре. После её смерти в 1912 году редкая коллекция живописи, собранная ею и её супругом, перешла по завещанию в общественное достояние. В парижском доме семьи Жакмар-Андре открылся музей Жакмар-Андре, а их загородная резиденция в Шали стала филиалом этого музея, в каковом качестве функционирует и поныне.

## Архитектура

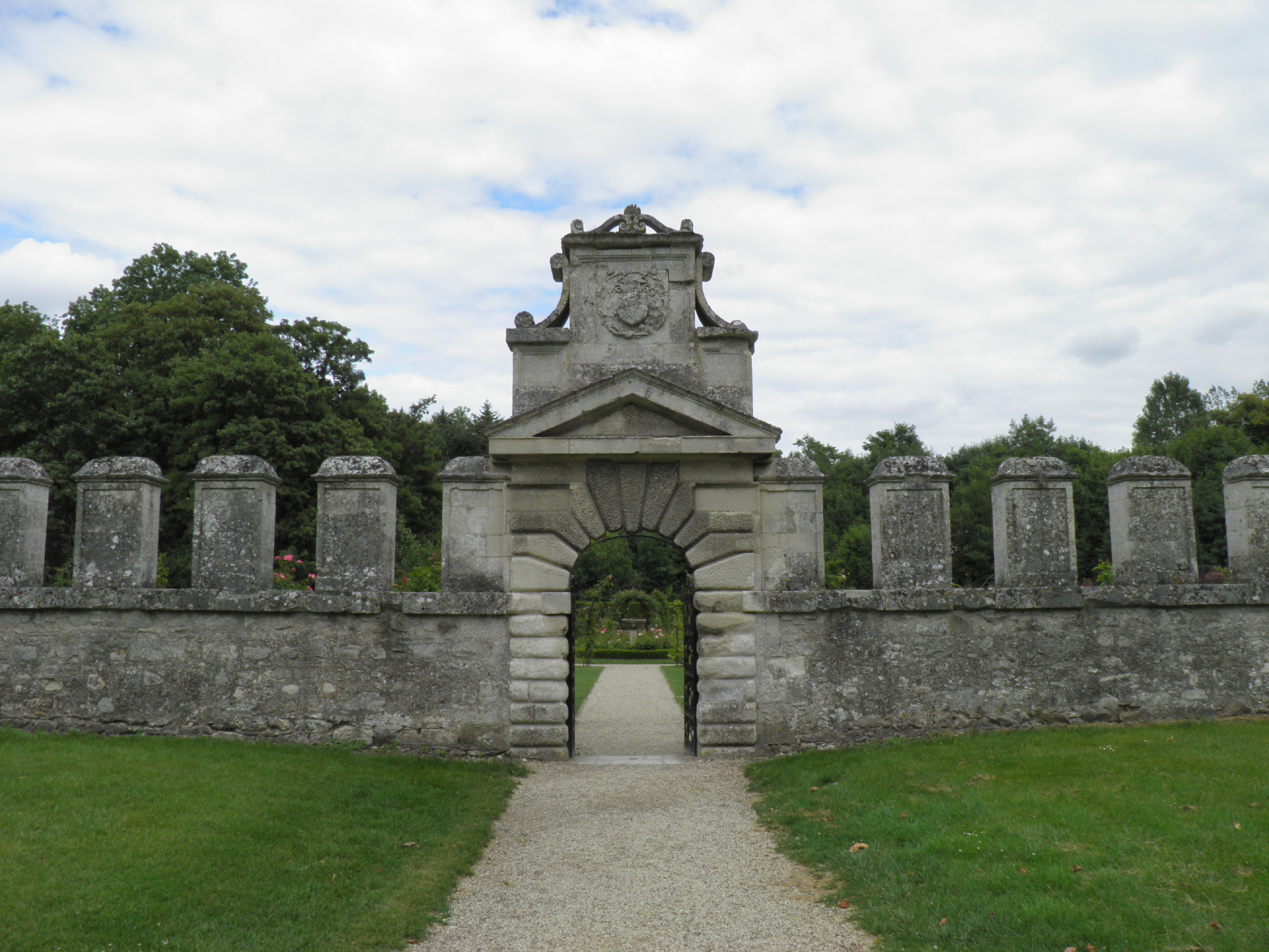
Розарий и стена Серлио

Из построек монастырского комплекса Шали сохранились руины церкви (XIII век), замок с регулярным парком (1752 год), аббатская капелла (XIII век) с фресками Приматиччо (XVI век), входные павильоны (1770-е годы), конюшня, оранжерея и розарий.